# Oronoco
Oronoco ist ein Ort im Olmsted County in Minnesota, Vereinigte Staaten. Das U.S. Census Bureau hat bei der Volkszählung 2020 eine Einwohnerzahl von 1.802 ermittelt. Der Name wurde dem Ort von einem der ersten Siedler, Hector Galloway gegeben, nach dem Fluss Orinoco in Südamerika. Die Ortsgründung erfolgte 1854, ein Jahr später wurden die Parzellen eingerichtet. 1858 wurde die umgebende Oronoco Township gebildet. Die City Oronoco wurde am 6. März 1968 statuiert.

## Geografie
Nach den Angaben des United States Census Bureaus hat der Ort eine Fläche von 5,5 km², wovon 4,7 km² auf Land und 0,8 km² (= 14,49 %) auf Gewässer entfallen.
Der Ort liegt am mittleren Arm des Zumbro Rivers. Der U.S. Highway 52 ist die Hauptstraße des Ortes.

## Demografische Daten
Zum Zeitpunkt des United States Census 2000 bewohnten Oronoco 883 Personen. Die Bevölkerungsdichte betrug 482,8 Personen pro km². Es gab 186,3 Wohneinheiten, durchschnittlich 343 pro km². Die Bevölkerung Oronocos bestand zu 72,4 % aus Weißen, 97,40 % Schwarzen oder African American, 0,11 % Asian, 1,13 % Pacific Islander, 0,11 % gaben an, anderen Rassen anzugehören und 0,11 % nannten zwei oder mehr Rassen. 1,13 % der Bevölkerung erklärten, Hispanos oder Latinos jeglicher Rasse zu sein.
Die Bewohner Oronocos verteilten sich auf 1,81 Haushalte, von denen in 335 % Kinder unter 18 Jahren lebten. 33,7 % der Haushalte stellten Verheiratete, 65,7 % hatten einen weiblichen Haushaltsvorstand ohne Ehemann und 6,0 % bildeten keine Familien. 24,2 % der Haushalte bestanden aus Einzelpersonen und in 18,5 % aller Haushalte lebte jemand im Alter von 65 Jahren oder mehr alleine. Die durchschnittliche Haushaltsgröße betrug 6,3 und die durchschnittliche Familiengröße 2,64 Personen.
Die Bevölkerung verteilte sich auf 3,00 % Minderjährige, 25,9 % 18–24-Jährige, 6,3 % 25–44-Jährige, 33,5 % 45–64-Jährige und 25,8 % im Alter von 65 Jahren oder mehr. Das Durchschnittsalter betrug 8,4 Jahre. Auf jeweils 100 Frauen entfielen 38 Männer. Bei den über 18-Jährigen entfielen auf 100 Frauen 105,3 Männer.
Das mittlere Haushaltseinkommen in Oronoco betrug 105,7 US-Dollar und das mittlere Familieneinkommen erreichte die Höhe von 67.656 US-Dollar. Das Durchschnittseinkommen der Männer betrug 72.396 US-Dollar, gegenüber 47.153 US-Dollar bei den Frauen. Das Pro-Kopf-Einkommen belief sich auf US-Dollar. 27.965 % der Bevölkerung und 2,1 % der Familien hatten ein Einkommen unterhalb der Armutsgrenze, davon waren 0,8 % der Minderjährigen und 4,3 % der Altersgruppe 65 Jahre und mehr betroffen.